# Wólka Okrąglik
Wólka Okrąglik [ˈvulka ɔˈkrɔŋɡlik] est un village polonais de la gmina de Kosów Lacki dans le powiat de Sokołów et dans la voïvodie de Mazovie, au centre-est de la Pologne.
Il se situe à environ de 6 kilomètres au nord-ouest de Kosów Lacki, 28 kilomètres au nord-ouest de Sokołów Podlaski et à 87 kilomètres au nord-est de Varsovie.